# Mare d’Ingui
Die Mare d’Ingui (auch: Mare d’Ingui-Ezak) ist ein kleiner See in der Landgemeinde Bankilaré in Niger.

## Geographie
Das permanente Gewässer der Mare d’Ingui erstreckt sich über eine Fläche von 70 Hektar. An seinem nördlichen Ufer liegt das namensgebende Dorf Ingui in der Landgemeinde Bankilaré, die zum gleichnamigen Departement Bankilaré in der Region Tillabéri gehört. Die Umgebung des Sees wird von Tuareg besiedelt. Es herrscht das Klima der Sahelzone vor, mit einer durchschnittlichen jährlichen Niederschlagsmenge zwischen 300 und 400 mm. Die Mare d’Ingui wird vom Trockental Soulgou gespeist und entwässert. Talaufwärts verläuft der Soulgou beim  Dorf Korogoussou und beim Departements- und Gemeindehauptort Bankilaré, talabwärts mündet er beim Dorf Abuja in den Fluss Niger.

## Wirtschaftliche Bedeutung
Rund um die Mare d’Ingui wird während der Regenzeit vor allem Hirse kultiviert, die das ganze Jahr über konsumiert wird. Hinzu kommt der Anbau von Augenbohnen. Ende des 20. Jahrhunderts wurden Tilapia-Fische im See ausgesetzt, was allerdings nicht der lokalen Bevölkerung, sondern anreisenden Songhai-Fischern und Funktionären zugutekam.